# (28423) 1999 WN3
1999 دابليو أن 3 (ويعرف أيضًا باسم (28423) 1999 دابليو أن 3 وفق تسمية الكوكب الصغير) (بالإنجليزية: 1999 WN3)‏ هو كويكب ضمن حزام الكويكبات؛ وترتيبه 28423 من حيث الاكتشاف.
اكتُشف هذا الجُرم الفلكي بواسطة تاكاو كوباياشي في 28 نوفمبر 1999.

## وصلات خارجية
- (28423) 1999 WN3 في قاعدة بيانات مختبر الدفع النفاث لأجرام النظام الشمسي الصغيرة

- الاكتشاف · مخطط المدار ·  العناصر المدارية · المعلمات المادية

- (28423) 1999 WN3 على موقع ويكي سكاي: DSS2, SDSS, GALEX, IRAS, Hydrogen α, X-Ray, Astrophoto, Sky Map, Articles and images